# Ségur (Aveyron)
Ségur è un comune francese di 596 abitanti situato nel dipartimento dell'Aveyron nella regione dell'Occitania.

## Società

### Evoluzione demografica
Abitanti censiti